# Kristean Porter
Kristean „Kriste“ Porter Thorpe (* 3. September 1971 in Biloxi, Mississippi) ist eine ehemalige US-amerikanische Freestyle-Skierin. Sie startete in allen Disziplinen und hatte ihre Stärken in der Kombination. In dieser Disziplin wurde sie 1995 letzte Weltmeisterin. Sie gewann zweimal den Freestyle-Gesamtweltcup und sechs Einzelwettkämpfe in Kombination und Aerials.

## Biografie
Kristean Porter wuchs am Sugarloaf Mountain im Ostküstenstaat Maine auf und begann im Alter von sechs Jahren mit dem Skifahren. Sie besuchte die Carrabassett Valley Academy.
Porter begann mit der Disziplin Ballett und nahm im Alter von 15 Jahren erstmals an den US-Meisterschaften teil. Am 8. Dezember 1989 gab sie in Tignes ihr Debüt im Freestyle-Skiing-Weltcup. Fünf Wochen später erreichte sie als Zweite in der Kombination von Lake Placid ihren ersten Podestplatz. Die Kombinations-Disziplinenwertung schloss sie in ihrer ersten Saison auf Platz vier ab. Bei ihren ersten Weltmeisterschaften in Lake Placid gewann sie hinter den beiden Schweizerinnen Maja Schmid und Conny Kissling die Bronzemedaille in ihrer Paradedisziplin. Im Januar 1992 gelang ihr als Dritte im Aerials (Springen) erstmals ein Podestplatz in einer Einzeldisziplin. Für die Olympischen Spiele von Albertville wurde sie dennoch nicht nominiert.
Am 10. Januar 1993 feierte Porter in Blackcomb ihre ersten beiden Weltcupsiege, indem sie sowohl das Springen als auch die Kombinationswertung für sich entschied. Wenig später belegte sie mit Rang drei in Breckenridge ihren ersten Podestplatz im Ballett. Bei den Weltmeisterschaften in Altenmarkt-Zauchensee gewann sie nur sechs Wochen nach einer Ellenbogenluxation Bronze in Aerials und Kombination. Im folgenden Winter gewann sie erstmals den Freestyle-Gesamtweltcup, bei den Olympischen Spielen von Lillehammer kam sie im Aerials jedoch nicht über Rang 20 hinaus. 1994/95 konnte sie ihren Titel mit drei Saisonsiegen verteidigen und sich bei den Weltmeisterschaften in La Clusaz Gold in der Kombinationswertung sichern. Nach Wegfall der Kombinationen konnte sie in ihren letzten beiden Weltcup-Jahren nicht mehr an frühere Erfolge anknüpfen. Bei den Weltmeisterschaften 1997 in Iizuna kogen belegte sie Aerials-Rang 17, ehe sie wenig später vom aktiven Leistungssport zurücktrat.
Nach ihrer Sportkarriere praktiziert Kristean Porter als Geburtshelferin und Gynäkologin.

## Erfolge

### Olympische Spiele
- Lillehammer 1994: 20. Aerials

### Weltmeisterschaften
- Lake Placid 1991: 3. Kombination, 9. Aerials, 13. Ballett, 21. Moguls
- Altenmarkt-Zauchensee 1993: 3. Aerials, 3. Kombination, 18. Ballett, 24. Moguls
- La Clusaz 1995: 1. Kombination, 6. Aerials, 16. Ballett
- Nagano 1997: 17. Aerials

### Weltcupwertungen
| Saison  | Gesamt | Gesamt | Aerials | Aerials | Moguls | Moguls | Ballett | Ballett | Kombination | Kombination |
| Saison  | Platz  | Punkte | Platz   | Punkte  | Platz  | Punkte | Platz   | Punkte  | Platz       | Punkte      |
| ------- | ------ | ------ | ------- | ------- | ------ | ------ | ------- | ------- | ----------- | ----------- |
| 1989/90 | 13.    | 9      | 17.     | 10      | 21.    | 1      | 12.     | 19      | 4.          | 26          |
| 1990/91 | 5.     | 12     | 13.     | 37      | –      | –      | 14.     | 7       | 4.          | 46          |
| 1991/92 | 10.    | 10     | 7.      | 58      | –      | –      | 16.     | 11      | 5.          | 15          |
| 1992/93 | 4.     | 128    | 14.     | 388     | 40.    | 56     | 13.     | 456     | 3.          | 552         |
| 1993/94 | 1.     | 156    | 5.      | 636     | –      | –      | 6.      | 612     | 5.          | 196         |
| 1994/95 | 1.     | 163    | 7.      | 640     | 35.    | 64     | 9.      | 516     | 2.          | 584         |
| 1995/96 | 68.    | 16     | 25.     | 60      | –      | –      | 26.     | 68      | –           | –           |
| 1996/97 | 43.    | 58     | 16.     | 404     | –      | –      | –       | –       | –           | –           |

### Weltcupsiege
Porter errang im Weltcup 29 Podestplätze, davon 6 Siege:
| Datum            | Ort                 | Land       | Disziplin   |
| ---------------- | ------------------- | ---------- | ----------- |
| 10. Januar 1993  | Blackcomb           | Kanada     | Kombination |
| 10. Januar 1993  | Blackcomb           | Kanada     | Aerials     |
| 13. März 1994    | Meiringen-Hasliberg | Schweiz    | Kombination |
| 22. Januar 1995  | Le Relais           | Kanada     | Kombination |
| 28. Januar 1995  | Lake Placid         | USA        | Kombination |
| 24. Februar 1995 | Kirchberg           | Österreich | Kombination |

## Auszeichnungen
- 1988: Ski Magazine Cup Award
- 1990–1992, 1994 und 1997: Hart Cup Award[4]
- 1994: U.S. Freestyle Skier of the Year (Ski Racing Magazine)[5]
- 2020: Aufnahme in die U.S. Ski and Snowboard Hall of Fame